# Junkanoo

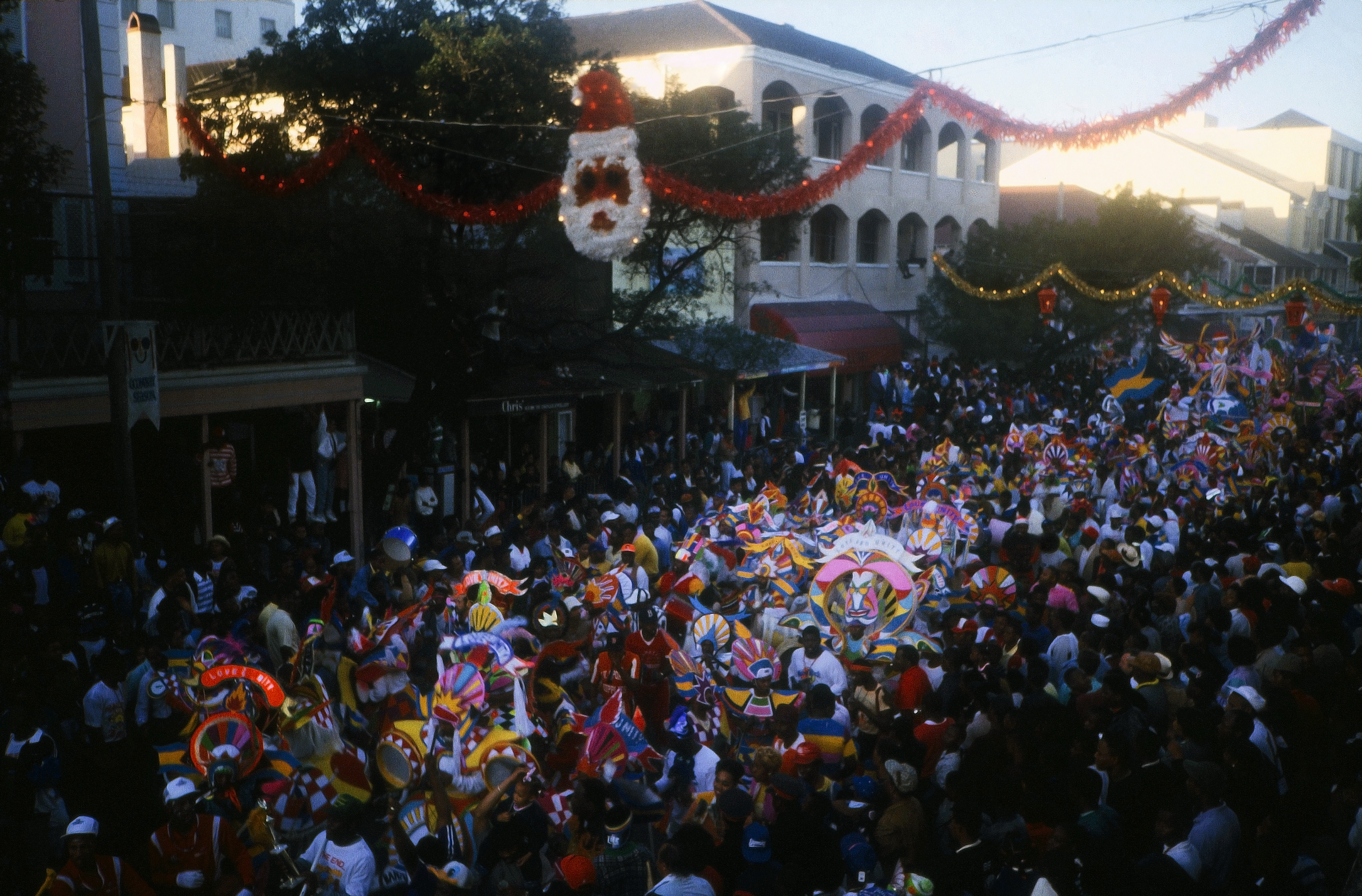
Junkanoo i Bahamas 1988.

Junkanoo är en gatuparad av afrikanskt ursprung med musik, dans och färgglada kostymer som hålls på öar i Västindien, särskilt förknippat med Bahamas. I Bahamas firas Junkanoo traditionellt 26 december och 1 januari varje år. Paraden marscheras och dansas till trummor, visselpipor och koskällor.
Paradens ursprung går tillbaka till de slavar av västafrikanskt ursprung som kom till Västindien och östra USA som firade några få helgdagar då de fick ledigt med att klä ut sig och dansa.
Junkanoo-paraden förekommer i Bondfilmen Åskbollen 1965 som till stor del utspelas i Nassau, där den ger James Bond en chans att fly undan ett tillfångatagande.